# Arnold Huber
Arnold Eberhard Huber (Brunico, 11 de septiembre de 1967) es un deportista italiano que compitió en luge en la modalidad individual. Sus hermanos Norbert y Wilfried también compitieron en luge, y Günther en bobsleigh.
Ganó tres medallas en el Campeonato Mundial de Luge, en los años 1990 y 1991, y una medalla de bronce en el Campeonato Europeo de Luge de 1990. Participó en los Juegos Olímpicos de Lillehammer 1994, ocupando el cuarto lugar en la prueba individual.

## Palmarés internacional
| Campeonato Mundial | Campeonato Mundial    | Campeonato Mundial | Campeonato Mundial |
| Año                | Lugar                 | Medalla            | Prueba             |
| ------------------ | --------------------- | ------------------ | ------------------ |
| 1990               | Calgary (Canadá)      | Medalla de plata   | Equipo             |
| 1991               | Winterberg (Alemania) | Medalla de oro     | Individual         |
| 1991               | Winterberg (Alemania) | Medalla de bronce  | Equipo             |
| Campeonato Europeo |                       |                    |                    |
| Año                | Lugar                 | Medalla            | Prueba             |
| 1990               | Igls (Austria)        | Medalla de bronce  | Equipo             |